# Křížová cesta (Frýdlant, Křížový vrch)
Křížová cesta na Křížovém vrchu u Frýdlantu na Liberecku se nalézá ve vzdálenosti asi 700 metrů jižně od centra města, na výšině nad řekou naproti frýdlantskému zámku.

## Historie
Křížová cesta vznikla pravděpodobně po skončení třicetileté války. Pozemek pro ni věnovali frýdlantským občanům Clam-Gallasové. Na ploše zhruba tří hektarů jsou rozmístěny jednotlivé sloupky zastavení ze žuly. Výška pilířů zastavení se pohybuje okolo dvou metrů.
Vlastní trasu křížové cesty tvoří čtrnáct zastavení. Ta jsou rozmístěna v terénu a ve vegetačním období jsou málo patrná. Trasa nevede přímo do kopce ani vlastní kopec neobíhá. Jednotlivá zastavení křížové cesty jsou doplněna lípou srdčitou.
Výjev apoštolů v Getsemanské zahradě býval v nice první žulové výklenkové kapličky, kterou křížová cesta začíná. Skalní jeskyně apoštolů Petra a Jana vyjadřuje Grottu, poblíž ní se nalézá kamenná nika, do které je přiváděna srážková voda ze srázu a která nahrazuje studánku s léčivou vodou. Uprostřed areálu křížové cesty je postavena kaple pravděpodobně z druhé poloviny 19. století. Je to zděná stavba z kamene a z cihel se zbytky omítky.
Veškeré na plechu malované obrázky z nik byly zničeny, poničeny byly i některé hlavice (lucerny) zastavení. Rozbořen je také vrcholový pískovcový krucifix. Vrch, který byl při vzniku křížové cesty téměř holý, je v současnosti (2007) zalesněn a plný náletových dřevin.